# 北埔 (新竹縣大字)
北埔，是臺灣新竹縣北埔鄉的一個傳統地域名稱，也是全鄉主聚落所在地，位於該鄉西北部。相較於今日行政區，其範圍大致包括北埔村、南興村、埔尾村。
著名的北埔老街，國定古蹟金廣福公館，縣定古蹟北埔慈天宮、北埔姜阿新洋樓、北埔姜氏家廟皆在本地區境內。

## 歷史
台灣清治末期至日治初期，北埔地區為一街庄，稱為「北埔庄」，隸屬於竹北一堡。該庄西北與大壢庄為鄰，東北與水砌仔庄為鄰，東南與大湖庄為鄰，南邊為小份林庄、南埔庄，西邊為中興庄。
1901年（日治明治三十四年）11月，全台廢縣廳改設二十廳，該庄隸屬於新竹廳。1909年（明治四十二年）10月，合併二十廳為十二廳，該庄隸屬不變。1920年（大正九年），廢十二廳改設五州二廳，該庄改制為「北埔」大字，隸屬於新竹州竹東郡北埔庄，大字下有「北埔」、「南尾」小字名。
戰後北埔庄改制為北埔鄉，隸屬於新竹縣，大字亦改制為村。1950年桃、竹、苗分治，北埔鄉隸屬不變。

## 交通
省道台3線俗稱「內山公路」，是台北至屏東的內陸縱貫幹道，大致以橫向蜿蜒經過北埔地區，向東轉東北可前往下公館、橫山、關西、龍潭等地，向西轉西南可前往峨眉、三灣、獅潭、大湖等地。

## 學校
- 北埔國中
- 北埔國小

## 文化資產
- 金廣福公館（國定古蹟）
- 北埔慈天宮（縣定古蹟）
- 北埔姜阿新洋樓（縣定古蹟）
- 北埔姜氏家廟（縣定古蹟）

## 景點
- 北埔老街